# أوزد للمعادن
أوزد للمعادن (OZ Minerals) هي شركة تعدين مقرها في أديلايد في جنوب أستراليا.
تأسست الشركة في سنة 2008 من اندماج شركتي أوكسيانا Oxiana وزينيفكس Zinifex؛ ثم حاولت شركة شركة الصين للمعادن أن تستحوذ عليها، إلا أن الاستحواذ لم يستكمل بعد تدخل الحكوكة الأسترالية.
في سنة 2023 استحوذت شركة بي اتش بي على أوزد للمعادن.